# Jean Le Veneur
Jean Le Veneur (Normandia, 1473 – Marle, 7 agosto 1543) è stato un cardinale e vescovo cattolico francese.

## Biografia
Era il figlio di Philippe le Veneur (1413-1486), barone di Tillières, du Homme e du Valquier, e di Marie Blosset, figlia di Guillaume, signore di Saint-Pierre e de Carrouges, sorella di Philippe Blosset (morto nel 1531), signore di Carrouges. Quest'ultimo, non avendo eredi, ha ceduto la sua signoria a sua sorella durante la sua vita.
Jean Le Veneur fu nominato in giovane età vescovo di Lisieux il 27 giugno 1505, carica che mantenne fino al 18 agosto 1539. Il 24 agosto fu consacrato vescovo nella chiesa dei domenicani di Lisieux. Tra il 1511 ed il 1535 fu decano di Évreux; membro del Consiglio Reale dal 1516, dal 4 marzo 1525 fu tenente generale della Normandia, successivamente ricevette il titolo di conte di Tillières. nel 1526 il re Francesco I di Francia lo nominò grande elemosiniere. Ha facilitato la spedizione di Jacques Cartier in Canada. Fu abate commendatario di Mont-Saint-Michel dal 1524 e di Bec-Hellouin dal 1533.
Fu creato cardinale-presbitero da papa Clemente VII, nel concistoro del 7 novembre 1533; il 10 novembre successivo ricevette la berretta cardinalizia con il titolo di San Bartolomeo all'Isola. Partecipò al conclave del 1534 che elesse papa Paolo III. Durante il periodo del suo cardinalato riorganizzò gli statuti della sede metropolita di Parigi e riformò il Collège Mignon. Difese con decisione e con fermezza la causa di François Picart, famoso medico, esiliato a Reims per le calunnie inventate contro di lui dagli eretici e riuscì ad ottenere il suo trionfale ritorno a Parigi, dove il popolo era ormai persuaso della innocenza del medico. Fu anche uno dei più stretti collaboratori del re Francesco I di Francia.
Morì il giorno 7 agosto 1543 a Marle, in Piccardia e fu sepolto nella chiesa di  Saint-Andre d'Appeville.

## Successione apostolica
La successione apostolica è:
- Vescovo Thomas Du Prat (1517)
- Vescovo Claude du Prat, O.S.B. (1527)
- Vescovo Jean de Saint-Gelais (1531)